# Spukloch
Das Spukloch ist ein Flachsee auf dem Stadtgebiet von Waren (Müritz) nordöstlich des Müritzufers in Mecklenburg-Vorpommern.

## Geografie
Das zu- und abflusslose Gewässer befindet sich 250 Meter nordöstlich der Müritz nahe dem zu Waren (Müritz) gehörenden Müritzhof im Westen des Müritz-Nationalparks. Westlich des Ufers schließt sich auf der Landbrücke zur Müritz eine Laubwaldfläche an. Vor allem im Süden und Norden gibt es feuchte, unbewaldete Flächen. Das Spukloch besitzt eine maximale Ausdehnung von 480 mal 150 Metern, die Fläche nimmt 5,7 Hektar ein. Der Wasserspiegel befindet sich 62,1 m ü. NHN und liegt damit auf dem Niveau des größeren Nachbarsees.
Geologisch ist das Spukloch umgeben von Seesandflächen einer Absenkungsterrasse. Südöstlich gibt es eine kleine Beckentonfläche.

## Geschichte

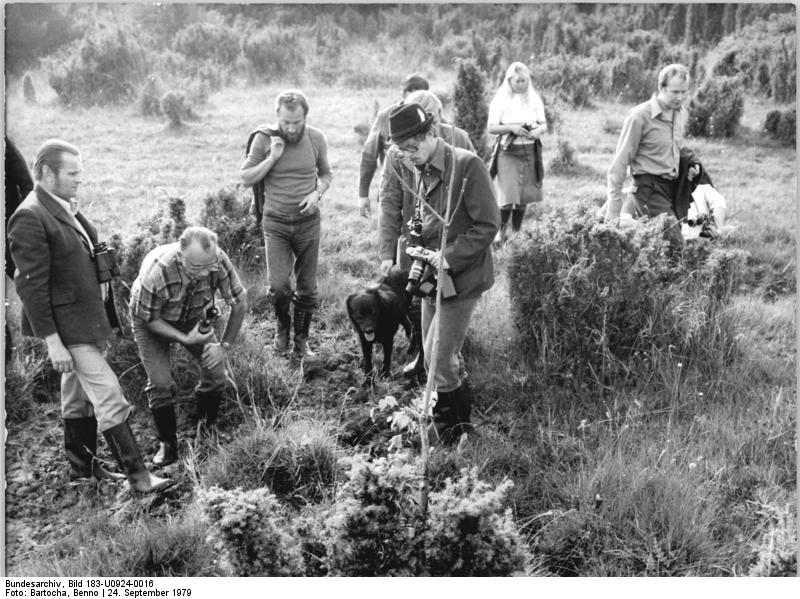
Seminar für Naturschutzhelfer (1979)

Durch Wasserstandschwankungen, unter anderem durch Veränderung der Höhe des Mühlenstaus und der Regulierung der Elde, war das Spukloch zeitweise Teil der Müritz.
Ein 280 Hektar großes Naturschutzgebiet Müritzhof wurde bereits 1931 auf der Müritzterrasse ausgewiesen. 1949 wurde das Spukloch Teil des 48 km² großen Naturschutzgebietes Ostufer der Müritz, das eines der größten Schutzgebiete der DDR war. Seit 1990 gehört das Gewässer dem Teilgebiet Müritz des Müritz-Nationalparks an.

## Flora und Fauna
Der Flachsee weist fast durchgängig Grundrasen und Tauchfluren (beides Wasserpflanzen) auf. In der Umgebung des Gewässers in der Spuklochkoppel gibt es eine der letzten Wacholderheiden des Landes Mecklenburg-Vorpommern, die sich nach 1940 aus einer Hutungsfläche nach nachlassender Beweidungs- und Pflegeintensität entwickelte. Zur Erhaltung des Landschaftsbildes wird diese Fläche heute mit Fjäll-Rindern und Gotlandschafen beweidet. Die Fjäll-Rinder wurden bereits 1969 angesiedelt.

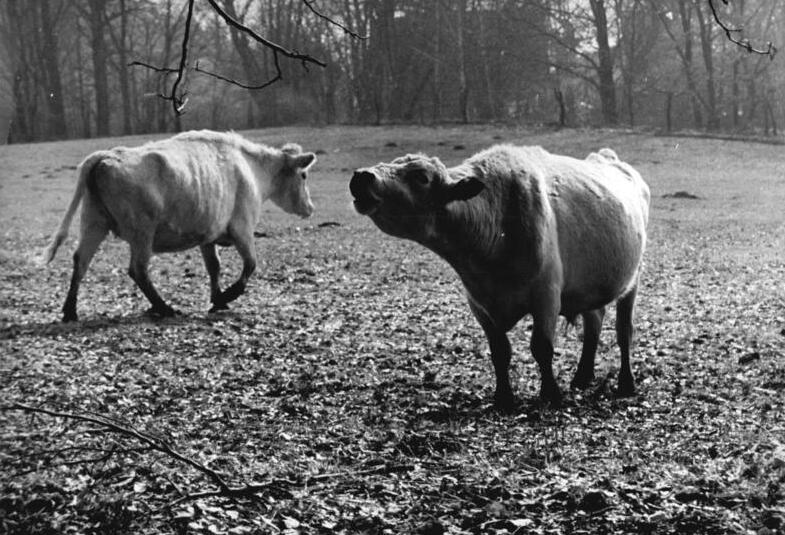
Fjäll-Rinder auf der Spuklochkoppel (1982)
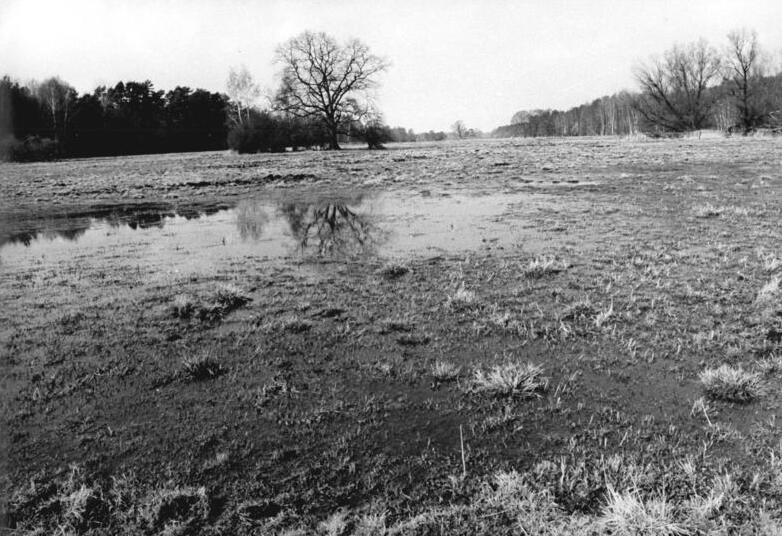
Feuchtwiese nahe dem Spukloch (1990)
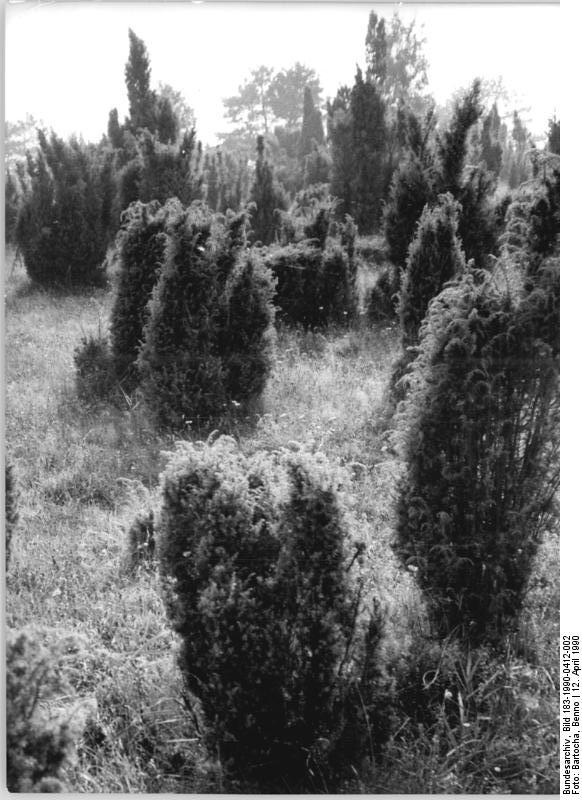
Wacholderheide nahe dem Spukloch (1990)

Tiefer gelegene Teile der Spuklochkoppel werden im Winter temporär überflutet und trocknen im Sommer wieder ab.
Vorkommende Pflanzenarten in der Peripherie des Sees sind unter anderem: Baltischer Enzian, Sumpf-Enzian und Kleines Knabenkraut, Breitblättriges Knabenkraut. Das Spukloch ist Bestandteil eines Kranichrastplatzes in den Flachwasserbereichen östlich der Müritz. Bis zu 8500 Kraniche jährlich stärken sich in diesem Gebiet auf ihrem herbstlichen Vogelzug in Richtung Süden.